# Pterostylis tasmanica
Pterostylis tasmanica är en orkidéart som beskrevs av David Lloyd Jones. Pterostylis tasmanica ingår i släktet Pterostylis och familjen orkidéer. Inga underarter finns listade i Catalogue of Life.